# Апем (Вісконсин)
Апем (англ. Upham) — місто (англ. town) в США, в окрузі Ланґлейд штату Вісконсин. Населення — 726 осіб (2020).

## Демографія
Згідно з переписом 2010 року, у місті мешкало 676 осіб у 320 домогосподарствах у складі 218 родин. Було 904 помешкання
Расовий склад населення:
| - 98,2 % — білих - 0,4 % — азіатів - 0,3 % — корінних американців |

До двох чи більше рас належало 1,0 %. Частка іспаномовних становила 0,0 % від усіх жителів.
За віковим діапазоном населення розподілялося таким чином: 14,3 % — особи молодші 18 років, 55,5 % — особи у віці 18—64 років, 30,2 % — особи у віці 65 років та старші. Медіана віку мешканця становила 54,1 року. На 100 осіб жіночої статі у місті припадало 108,0 чоловіків;  на 100 жінок у віці від 18 років та старших — 106,8 чоловіків також старших 18 років.
Середній дохід на одне домашнє господарство  становив 72 473 долари США (медіана — 61 964), а середній дохід на одну сім'ю — 80 806 доларів (медіана — 70 500). Медіана доходів становила 54 000 доларів для чоловіків та 53 750 доларів для жінок. За межею бідності перебувало 9,2 % осіб, у тому числі 7,0 % дітей у віці до 18 років та 6,3 % осіб у віці 65 років та старших.
Цивільне працевлаштоване населення становило 296 осіб. Основні галузі зайнятості: освіта, охорона здоров'я та соціальна допомога — 27,4 %, роздрібна торгівля — 17,2 %, публічна адміністрація — 12,2 %, виробництво — 8,8 %.